# Centaur (Band)
Centaur war eine deutsche Heavy-Metal-Band aus Duisburg.

## Geschichte
Centaurs Debütalbum Mob Rules the World erschien 1990 bei No Remorse Records, die zwei Jahre zuvor das Debütalbum von Blind Guardian veröffentlicht hatten und bei denen zwischenzeitlich u. a. auch Heavens Gate, Grinder und Pyracanda unter Vertrag standen. Anschließend folgte der Wechsel zu Liga Records, wo zwei weitere Studioalben und ein Live-Mitschnitt erschienen.
Im Jahr 1998 veröffentlichte B.O. Records, ein Unterlabel von Last Episode, bei dem zeitweilig u. a. Wizard und Tyrant Eyes unter Vertrag standen, das vierte Album God Complex. Auf diesem „hochsoliden Melodic Metal-Album“ stellte die Band „Melodie vor Schweinsgalopp und technische Kabinettstückchen“ und konnte den „hohen Standard“ über die komplette Distanz von zehn Songs halten. Vom Stil her sei das Werk für „alle Fans von den Pretty Maids bis zu den neuesten „True-Metal-Sensationen““ geeignet. In der Rezension des Metal Hammer erhielt God Complex vier von sieben möglichen Punkten.
Nach elf Jahren Pause erschien 2009 das bislang letzte Album The Origin of Sin, auf dem „fast nur auf gehobenem Niveau musiziert“ wurde. Stilistisch handelte es sich dabei um „kraftvollen, melodischen, stellenweise bombastisch angehauchten Metal“.

## Diskografie
- 1990: Mob Rules the World (Album, No Remorse Records)
- 1993: Power World (Album, Liga Records)
- 1995: Perception (Album, Liga Records)
- 1995: Live on Spain (Live-Album, Liga Records)
- 1998: God Complex (Album, B.O. Records)
- 2009: The Origin of Sin (Album, DA Music)